# Eleição primária
Eleição primária, eleição prévia, prévia eleitoral, ou ainda simplesmente, prévia são termos utilizados para se referir a uma eleição interna a um partido político ou uma organização, que restringe o conjunto de candidatos a uma eleição futura, com base em projetos ou programas eleitorais elaborados pelos próprios.
As eleições primárias são uma das formas de nomear candidatos para uma eleição importante, que decorrerá no futuro próximo.
Uma das maiores vantagens das eleições primárias é a definição de candidatos, e a existência de programas elaborados com grande antecedência relativamente às eleições mais importantes, o que resulta, em geral, numa legitimidade democrática reforçada da parte do candidato ou candidatos vencedores.
Tanto o partido Partido Democrata como o Partido Republicano dos Estados Unidos da América, usam eleições primárias para selecionar os respectivos candidatos  às eleições presidenciais.
Nos países europeus, as eleições primárias não são utilizadas com frequência, embora alguns partidos as tenham organizado ocasionalmente. A legislação é largamente omissa nesta matéria.
Um dos desenvolvimentos recentes é a organização de primárias ao nível europeu. Dois dos partidos europeus que efetuaram eleições primárias são o Partido Verde Europeu (EGP) e o Partido Socialista Europeu (PES).

## Tipos
Há vários tipos de eleições primárias, dependendo dos países onde são aplicadas e da respectiva legislação,
podendo classificar-se, de modo muito geral, pelo grau de abrangência dos candidatos e dos eleitores.
Quando as eleições primárias são organizadas por partidos políticos, podemos distingui-las em dois tipos gerais:
- Primárias fechadas.[7] (sinónimo geral: primárias internas)  No caso de primárias fechadas, apenas os militantes do partido podem votar.
- Primárias abertas.[8] Todos os eleitores, mesmo que não sejam militantes do partido organizador, podem participar em primárias abertas, votando nos candidatos à eleição em causa. O partido pode exigir um compromisso de honra a todos os eleitores destas primárias, no qual estes expressam o seu apoio aos princípios do partido, e uma contribuição simbólica para suportar os custos das eleições primárias.

## Em Portugal
Em Portugal, as primeiras eleições primárias abertas
foram organizadas pelo LIVRE e decorreram a 6 de Abril de 2014.
De seguida, em Outubro do mesmo ano, realizaram-se eleições primárias no Partido Socialista entre dois candidatos a Secretário-Geral.
Tendo ganho de forma expressiva, António Costa tornou-se o Secretário-Geral do PS e candidato a Primeiro-Ministro nas eleições legislativas de 2015.
Entre os dias 20 e 21 Junho de 2015, a Candidatura Cidadã LIVRE/Tempo de Avançar no quadro do LIVRE, organizou as primeiras eleições primárias abertas, em Portugal, para elaborar a sua lista de candidatos deputados da Assembleia da República.